# Lopheros rubens
Lopheros rubens là một loài bọ cánh cứng trong họ Lycidae. Loài này được Gyllenhal miêu tả khoa học năm 1817.